# Дагомыс (станция)

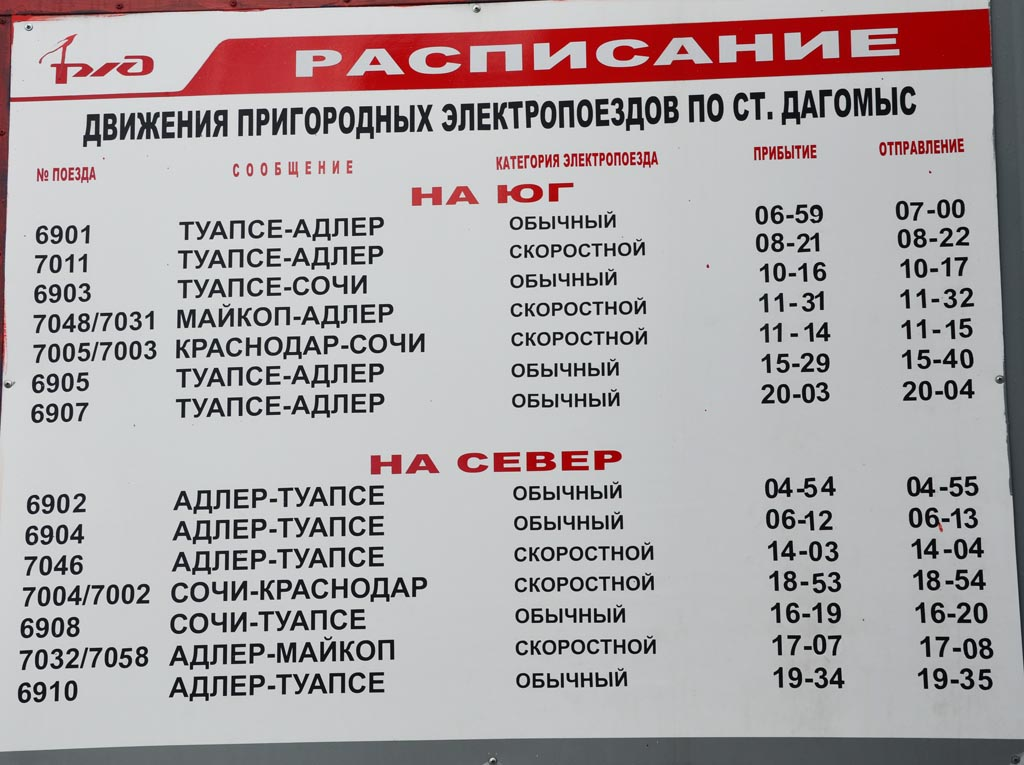
Расписание электропоездов (2013)

Дагомы́с — станция Туапсинского региона Северо-Кавказской железной дороги, расположена в пгт. Дагомыс города Сочи Краснодарского края.

## История
В советское время станция служила пунктом остановки для пассажирских поездов дальнего следования. Скорые поезда проходили мимо. Позднее на станции стали останавливаться только электропоезда пригородного сообщения. Отсутствие остановок дальних поездов в последние годы вызвало некоторое снижение потока туристов в Дагомыс.

## Информация
В настоящее время остановка поездов дальнего следования не предусмотрена. Сейчас на станции останавливаются только электропоезда местной линии по Большому Сочи (Лазаревская — Адлер), а также маршрутов, связывающих Сочи с Краснодаром, Майкопом и Туапсе.
В 2013 году построено новое здание станции и современные терминалы.
В 2014 году введён новый маршрут Туапсе — Роза Хутор.

## Движение пригородных поездов
Через станцию Дагомыс курсируют следующие поезда:
| Маршрут                                              | Время стоянки | Дни курсирования | Путь |
| ---------------------------------------------------- | ------------- | ---------------- | ---- |
| Имеретинский курорт (Олимпийский парк)- Туапсе       | 1 минута      | Ежедневно        | 1    |
| Аэропорт Адлер-Туапсе                                | 1 минута      | Ежедневно        | 1    |
| Имеретинский курорт (Олимпийский парк)- Горячий ключ | 1 минута      | Ежедневно        | 1    |
| Аэропорт Адлер-Лазаревская                           | 1 минута      | Ежедневно        | 1    |
| Имеретинский курорт (Олимпийский парк)- Лазаревская  | 1 минута      | Ежедневно        | 1    |
| Адлер-Краснодар                                      | 1 минута      | Ежедневно        | 1    |
| Адлер-Майкоп                                         | 1 минута      | Ежедневно        | 1    |
| Имеретинский курорт (Олимпийский парк)- Краснодар    | 1 минута      | Ежедневно        | 1    |
| Роза хутор-Краснодар                                 | 1 минута      | Ежедневно        | 1    |
| Краснодар-Роза Хутор                                 | 1 минута      | Ежедневно        | 3    |
| Краснодар-Имеретинский курорт (Олимпийский парк)     | 1 минута      | Ежедневно        | 3    |
| Майкоп-Адлер                                         | 1 минута      | Ежедневно        | 3    |
| Краснодар-Адлер                                      | 1 минута      | Ежедневно        | 3    |
| Лазаревская-Имеретинский курорт (Олимпийский парк)   | 1 минута      | Ежедневно        | 3    |
| Лазаревская-Аэропорт Адлер                           | 1 минута      | Ежедневно        | 3    |
| Горячий ключ-Имеретинский курорт (Олимпийский парк)  | 1 минута      | Ежедневно        | 3    |
| Туапсе-Аэропорт Адлер                                | 1 минута      | Ежедневно        | 3    |
| Туапсе-Имеретинский курорт (Олимпийский              | 1 минута      | Ежедневно        | 3    |